# 30857 Parsec
30857 Parsec este o planetă minoră (asteroid) din centura de asteroizi. A fost descoperită pe 31 decembrie 1991 la Observatorul din Haute-Provence de Eric Walter Elst. 
Obiectul prezintă o orbită caracterizată de o semiaxă mare de 2,2163683 UAi, o excentricitate de 0,16, o înclinație de 3,49487 ° în raport cu ecliptica.